# Мастер-файл исследования
Чтобы соответствовать государственным нормативным требованиям, касающимся клинических исследований, каждая организация, участвующая в проведении таких исследований, должна вести и хранить определенные документы, изображения и материалы, относящиеся к исследованию. В зависимости от регуляторной системы эта информация может храниться в мастер-файле исследования (англ. Trial Master File, TMF), который на сегодняшний день представлен в виде электронного мастер-файла исследования (eTMF). Международный совет по гармонизации (International Council for Harmonisation, ICH) опубликовал в 1996 году сводное руководство по Надлежащей клинической практике (Good Clinical Practice, GCP) с целью создания единого стандарта проведения клинических исследований для Европейского союза (ЕС), Японии и Соединенных Штатов Америки. Это способствовало взаимному признанию клинических данных регулирующими органами этих юрисдикций. Документ установил требование для всех регионов ICH о создании мастер-файлов исследований, содержащих основные документы, которые по отдельности и в совокупности позволяют оценить проведение исследования и качество полученных данных . В некоторых юрисдикциях, например в США, не существует особых требований к мастер-файлу исследования. Однако если регуляторный орган требует соблюдения требований ICH GCP, то, следовательно, необходимо создать и вести мастер-файл исследования .

## История
В соответствии с действующими международными и национальными регуляторными требованиями проведение клинических исследований должно сопровождаться формированием набора материалов, известного как мастер-файл исследования.
TMF (англ. Trial Master File, TMF, рус. мастер-файл исследования) представляет собой набор документов, которые по отдельности и в совокупности позволяют оценить проведение исследования и качество полученных данных. Эти документы служат для демонстрации того, что исследователь, спонсор и монитор исследования соответствуют стандартам GCP и всем применимым нормативно-правовым актам .
Исторически сложилось так, что мастер-файлы исследований представляли собой бумажные наборы материалов, хранящиеся в физических картотеках, центральных картотечных комнатах или на полках в папках. Размер и сложность TMF прямо пропорциональны длительности и сложности проводимого клинического исследования.
TMF создается в процессе проведения клинического исследования и должен поддерживаться в течение всего периода проведения исследования для возможной проверки регуляторными органами на соответствие GCP и локальным нормативно-правовым актам. Традиционно названия и требования к содержанию TMF могут различаться в зависимости от спонсора, что приводит к высокой степени вариабельности и несогласованности.

## Определение TMF
Мастер-файл исследования содержит основные документы по проведению клинического исследования, которые могут подлежать контролю со стороны регулирующих органов. В ЕС требования к мастер-файлам исследований отличаются от тех, что применяются в США. В соответствии с главой 4 Директивы 2005/28/EC Комиссии ЕС, мастер-файл исследования должен включать основные документы, позволяющие оценить как проведение клинического исследования, так и качество полученных данных. Эти документы должны подтверждать, что исследователь и спонсор соблюдали принципы и рекомендации GCP, а также соответствующие требования. Управление по контролю качества пищевых продуктов и лекарственных средств (FDA) признает важность использования TMF, однако, в отличие от ЕС, в Кодексе федеральных нормативных актов США не содержится формальных требований к ведению TMF при проведении клинических исследований. Однако, поскольку FDA требует, чтобы исследования проводились в соответствии с ICH GCP, предполагается, что TMF будет создаваться и вестись в соответствии с этими рекомендациями.

## Содержание TMF
США, ЕС и Япония входят в организационный комитет Международного совета по гармонизации. ICH опубликовал минимальный набор необходимых документов, входящих в состав TMF. Минимальный набор документов, которые требуются для регистрации фармацевтической продукции, предназначенной для использования человеком, указан в документе ICH Good Clinical Practices, опубликованном ICH в 1997 году . Пример основных документов ICH, которые необходимы для проведения клинических исследований в США, ЕС или Японии, включает подписанный протокол проведения исследования, сертификат аудита и журнал регистрации субъектов исследования. Хотя руководство ICH действует в трех упомянутых регионах ICH, многие другие страны согласились следовать этому руководству и включили его принципы в свои национальные законодательства о лекарственных средствах. Создание TMF и включение в него основных документов ICH зависит от решения регуляторного органа страны, в которой проводится клиническое исследование. Кроме того, подача заявки на получение регистрационного удостоверения обычно требует соблюдения регуляторных требований конкретной юрисдикции, включая требования, специфичные для содержания TMF.

## Разработка классификации содержания TMF
С тех пор как в 1996 году в Сводном руководстве ICH GCP E6 было зафиксировано требование о ведении TMF, содержащего основные данные, спонсоры исследований испытывали трудности с определением содержания TMF. ICH E6 содержит подробную информацию лишь о минимальном наборе документов, и ни один другой нормативный документ или руководство не дает исчерпывающего перечня содержимого TMF. В результате нарастающих противоречий относительно содержания TMF информационная ассоциация по лекарственным препаратам (англ. Drug Information Association, DIA), состоящая из 20 участников, приняла решение разработать стандартный список документов для TMF. Команда по разработке эталонной модели TMF (англ. TMF Reference Model, TMF RM) была сформирована в 2009 году в рамках сообщества DIA по управлению документами и записями. Первая версия эталонной модели TMF была выпущена в июне 2010 года и обновлена в феврале 2011 года (версия 1.1) на основе замечаний регуляторов, а затем в декабре 2011 года (версия 1.2) на основе замечаний пользователей модели, которые использовали ее в своих организациях для структурирования бумажных и электронных TMF . В июне 2012 года вышла версия 2.0, в которую вошли дополнения к эталонной модели. Артефакты (термин, используемый для обозначения типа содержимого) были добавлены в файлы исследовательских центров (англ. Investigator Site Files), исследований устройств (англ. Device trials) и исследований, инициированных исследователем (англ. Investigator Initiated Studies). В версии 2.0 был также расширен объем данных, чтобы включить процесс исследования, с которым связан каждый артефакт TMF. В июне 2015 года была опубликована версия 3.0 эталонной модели TMF. В ней предусмотрена возможность подклассификации артефактов, которые обозначены как субартефакты. Раздел 01.03 (Trial Committees) был пересмотрен с целью повышения гибкости, позволяющей управлять неограниченным количеством комитетов в рамках TMF с общей структурой классификации. В него также вошли 12 новых артефактов, 8 удаленных артефактов и 1 переклассифицированный артефакт. В августе 2023 года вышла версия 3.3.1 эталонной модели TMF .
На своем сайте DIA заявляет: «Эталонная модель TMF предоставляет возможность создания стандартов для всей отрасли и может быть использована любой компанией в электронном или бумажном виде». Хотя DIA не проводит официальных, открытых и публичных мероприятий по разработке официального стандарта, использование эталонной модели помогает отрасли стандартизировать содержание мастер-файла исследования, классификацию артефактов мастер-файла исследования и используемую систематику. DIA или члены проекта эталонной модели TMF не претендуют на то, чтобы считать эталонную модель TMF официальным стандартом.
В сентябре 2013 года некоммерческая организация CareLex инициировала разработку стандартов eTMF в рамках организации стандартов OASIS с целью разработки последовательной, машиночитаемой модели классификации содержимого для eTMF. Эта инициатива не получила поддержки и в настоящее время фактически не развивается.
TMF, как указывалось, должен содержать набор документов спонсора исследования и участвующих исследователей, которые по отдельности и в совокупности позволяют оценить проведение клинического исследования и качество полученных данных, что позволяет продемонстрировать соответствие стандартам GCP и всем действующим нормативным требованиям . Это часть доказательств, предоставляемых для регуляторной экспертизы, которые подтверждают, что при проведении клинического исследования была обеспечена защита субъектов, соблюдены нормативные требования /GCP и получены научно обоснованные данные о пользе и риске.  Хотя ICH GCP E6 подробно описывает минимальный набор необходимых документов, в нем рассматривается только часть документов TMF, которые должны быть доступны для регуляторной инспекции. Требования к документации по созданию и обслуживанию систем качества, электронных систем, мониторингу безопасности, доказательству адекватного и хорошо контролируемого исследования и так далее существуют в различных нормативных документах во многих странах и регионах, но не описаны в ICH GCP E6 в явном виде. Поскольку не существует всеобъемлющей, общепринятой модели TMF, цель TMF RM — предоставить единую, унифицированную интерпретацию нормативных актов регионов ICH в виде документа, который будет принят всеми заинтересованными сторонами клинических исследований и может быть принят или адаптирован любой компанией, учреждением или организацией. Он не содержит руководства по процессу создания, управления или хранения информации.
Недостатки эталонной модели TMF
По состоянию на май 2013 года версия 2.0 эталонной модели мастер-файла исследования (Trial Master File Reference Model, TMF RM) была доступна в виде читаемых электронных таблиц. Хотя TMF RM подходит для бумажных TMF, она не поддерживает обмен содержимым TMF между компьютерными системами. Поскольку TMF RM не является установленным стандартом, то любой аспект ее содержимого может быть изменен и адаптирован в соответствии с потребностями конкретного пользователя. Это удобно для индивидуального пользования, но приводит к различиям в использовании и интерпретации содержимого TMF в разных компаниях.
Одна из проблем, связанных с использованием TMF RM в качестве модели для классификации содержимого eTMF, заключается в том, что в TMF RM повторяются имена артефактов. В текущем выпуске версии 3.0 TMF RM есть несколько повторяющихся названий артефактов, таких как Communications и General, которые имеют разные контексты и применения, но одинаковые названия. Это делает поиск и извлечение электронных документов, где требуется точный набор результатов, более сложным. Вторая проблема связана с длиной имен артефактов TMF RM — одно имя артефакта может содержать более 64 символов. Различные файловые системы имеют определенные ограничения на длину пути к имени файла, что может создавать потенциальные проблемы и ограничения в зависимости от используемой файловой системы. В-третьих, относительно использования эталонной модели TMF в качестве базы данных, следует отметить, что электронная таблица версии 3.0 TMF RM не может быть напрямую использована в качестве классификационной системы в электронной базе данных без ручной доработки. Электронные системы, не основанные на стандартах совместимости, часто не могут взаимодействовать с другими системами или приложениями . В настоящее время в TMF RM отсутствует контролируемый словарь, основанный на опубликованных стандартах. Это означает, что содержимое, индексируемое с использованием имен и терминов артефактов TMF RM, может не принимать повторяющиеся записи, неправильные записи или, возможно, не принимать записи вообще, если модель не реализована должным образом. TMF RM не предоставляет методов обмена моделями TMF, основанных на стандартах, за исключением обмена копиями моделей TMF в электронных таблицах. Сегодня для обеспечения совместимости электронного обмена используются интернет-стандарты, например те, что продвигаются Консорциумом Всемирной паутины, а не устаревшие методы неавтоматизированного обмена информацией.
Разработка стандартов и протоколов обмена данными eTMF
Стремясь обеспечить совместимость данных eTMF между всеми сторонами, участвующими в клинических исследованиях, в сентябре 2013 года некоммерческая организация CareLex выступила с инициативой по разработке стандартов eTMF в рамках организации по разработке стандартов OASIS Open с целью создания глобального стандарта ISO eTMF, который будет поддерживать беспрепятственный обмен данными eTMF и возможность их переноса. CareLex и SureClinical Inc. являются соучредителями инициативы по разработке стандартов eTMF при участии Национального института рака в создании контролируемого словаря . Заявленная цель инициативы по разработке стандартов eTMF — определение открытого, международно признанного стандарта, который обеспечил бы информационную совместимость между участниками клинических исследований в индустрии биофармацевтики. Согласно протоколам Технического комитета OASIS по стандарту eTMF, инициатива по стандартизации координирует усилия спонсоров клинических испытаний, контрактных исследовательских организаций (англ. Contract Research Organization, CRO), исследовательских организаций и поставщиков в разработке стандарта ISO . Эта инициатива не получила поддержки отрасли и в настоящее время заменена механизмом обмена эталонной модели TMF .
По состоянию на февраль 2014 года неполный список членов Технического комитета OASIS по стандарту eTMF включает CareLex, EMC, Forte Research, HL7, Mayo Clinic, Oracle, Paragon Solutions, Safe-BioPharma, SterlingBio и SureClinical. Национальный институт рака сотрудничал с командой OASIS в работе над терминами eTMF. Технический комитет был закрыт администрацией ТК без публикации стандарта 17 ноября 2017 года и более не активен .
В июне 2018 года команда проекта TMF Reference Model опубликовала спецификацию  и пример XML-файла обмена  для стандарта механизма обмена eTMF  на всемирной встрече DIA в Бостоне, США. Использование этого стандарта поможет облегчить обмен содержимым TMF между системами.
С 27 апреля 2022 года эталонная модель TMF перестала ассоциироваться с DIA и была передана организации по стандартизации CDISC . В рамках CDISC предполагается развивать эталонную модель TMF как сертифицированный CDISC стандарт.

## Последние разработки TMF
В феврале 2013 года EMA (Европейское агентство по лекарственным средствам) разработало проект руководства, в котором признается важность и юридическая эквивалентность TMF и eTMF, а также содержатся рекомендации для организаций, внедряющих TMF и системы eTMF. В руководстве инспекторы EMA заявляют, что бумажные версии документов, входящих в состав TMF, могут быть сохранены в электронной системе eTMF и после этого уничтожены. Использование систем eTMF полностью поддерживается EMA в качестве замены бумажных документов в клинических исследованиях. В предостережении агентство указывает на проблемы с качеством TMF и eTMF, которые связаны с качеством документов и наличием несоответствий, таких как отсутствие страниц, неправильная маркировка или отсутствие необходимых документов . В апреле 2014 года Европейский парламент утвердил Регламент (ЕС) № 536/2014 о клинических исследованиях лекарственных средств для использования человеком, который заменил Директиву 2001/20/EC . Статья 57 руководства требует, чтобы TMF «всегда содержал основные документы, относящиеся к данному клиническому исследованию, которые позволяют проверить проведение этого исследования и качество полученных данных», подтверждая, что мастер-файл исследования должен быть доступен постоянно. Статья 58 требует, чтобы «спонсор и исследователь хранили содержимое мастер-файла клинического исследования по крайней мере в течение 25 лет после завершения клинического исследования».

## Компании
Многие контрактные исследовательские организации (CRO) предоставляют услуги по управлению документацией для поддержки управления мастер-файлом исследования. Также существует небольшое количество компаний, которые специализируются именно на управлении мастер-файлом исследования. Их услуги включают консультации по процессам и качеству, а также управление содержимым мастер-файла исследования и его хранение, предоставление технологических решений для управления документами мастер-файла исследования (eTMFs).